# SN 2004et
SN 2004et – supernowa typu II-P odkryta 13 października 2004 roku w galaktyce NGC 6946. Jej maksymalna jasność wynosiła 12,88m.